# Bataille de Tejo
Ne doit pas être confondu avec Combat du Tage.
Crise portugaise de 1383-1385
Batailles
La bataille de Tejo a lieu en juillet 1384 à l'embouchure du Tage dans le cadre de la crise portugaise de 1383-1385. Elle oppose une flotte portugaise de 34 navires (dont cinq sont de puissants vaisseaux) venue approvisionner la ville de Lisbonne (assiégée par l'armée castillane) à une flotte castillane commandée par Fernando Sánchez de Tovar. Bien que les Portugais perdent trois navires (les pertes castillanes restent inconnues), ils réussissent à briser le blocus castillan et atteignent Lisbonne. Les Castillans doivent alors lever le siège de Lisbonne.